# Kong Thap Thai
Le "Kong Thap Thai" (thai: กองทัพไทย, RTGS:Reali Forze Armate Thailandesi), sono l'insieme delle componenti militari del regno di Thailandia.
la Giornata delle Forze Armate si festeggia il 18 gennaio per commemorare la vittoria del re di Ayutthaya Naresuan il Grande sul principe ereditario della Birmania nel 1593.

## Organizzazione
Il Comandante in Capo delle Reali Forze Armate Thailandesi (thai: จอมทัพไทย, RTGS: Chom Thap Tha), è nominalmente il Re di Thailandia, mentre vengono realmente gestite dal Ministero della Difesa e dallo Stato Maggiore della Difesa.

## Componenti
Consistono nelle seguenti armi:
- Reale Esercito Thailandese (thai: กองทัพบกไทย, RTGS: Kongthap Bok Thai)
- Reale Marina Thailandese (thai: กองทัพเรือ, RTGS: Kongthap Ruea Thai)
  - Reale Corpo dei Marines Thailandese (thai: นาวิกโยธินไทย)
- Reale Aeronautica Thailandese (thai: กองทัพอากาศไทย, RTGS: Kongthap Akat Thai)
- Altre forze paramilitari